# Universitat d'Avinyó
La Universitat d'Avinyó (en francès: Université d'Avignon et des Pays de Vaucluse i també Avignon Université) és una universitat francesa, amb seu a la ciutat provençal d'Avinyó. Se situa a l'Acadèmia d'Aix i Marsella.
Va ser fundada en 1303 pel Papa Bonifaci VIII i tancada en 1792 durant la Revolució Francesa. la Universitat va ser reoberta com L'Université d'Avignon et des Pays de Vaucluse el 1984 després de l'establiment en 1963 d'un annex de la facultat de les Ciències d'Aix-Marseille a Avinyó.

## Estructura
- Geografia
- Història
- Informació i comunicació
- Idiomes estrangers
- Literatura francesa
- Llengües, Literatures i Civilitzacions Estrangeres
- Ciències de la Computació
- Física Química
- Ciències de la vida
- Matemàtiques
- Esport
- Administració econòmica i social
- Llei
- Economia, Gestió
- Administració Pública